# Яп (острова)
Острова Яп (англ. Yap Islands) — острова в Тихом океане. Входят в состав штата Яп Федеративных Штатов Микронезии. С 1986 года посёлок Колониа, расположенный на островах Яп, является столицей штата Яп, в рамках Федеративных Штатов Микронезии. Состоят из 4 больших и десятка мелких островов. Официальный язык — английский.

## География
Площадь островов Яп составляет 105,4 км². От островов Палау Яп отделяет около 650 км. Острова Чуук (ранее Трук) находятся в 1440 км к востоку от Япа. Разница во времени с Москвой составляет +8 часов зимой, +7 часов летом.

### Острова
Крупнейшие острова:
- Яп (Yap) — 56,15 км²,[6]
- Гагил-Томил (Gagil-Tomil) — 28,82 км²,
- Мап (Maap) — 10,64 км²,
- Румунг (Rumung) — 4,30 км².

Маленькие островки:
- Билеегили (Bileegiliy),
- Бий (Biy),
- Далмеет (Dilmeet),
- Фангаамат (Fangaamat),
- Гарим (Garim),
- Митеатоу (Mitheathow),
- Паакеаль (Paakeal),
- Каэлик (Qaelik),
- Руунгуч (Ruunguch),
- Тараанг (Taraang).

### Климат
Климат экваториальный. Температуры умеренны и постоянны. Средняя температура в течение весенних и летних месяцев составляет +28 °C и +26 °C в течение зимы. Относительная влажность колеблется в пределах 65—100 %, средний ежегодный показатель равен 83 %. Дожди сезонные (летом).
| Показатель                    | Янв. | Фев. | Март | Апр. | Май | Июнь | Июль | Авг. | Сен. | Окт. | Нояб. | Дек. | Год  |
| ----------------------------- | ---- | ---- | ---- | ---- | --- | ---- | ---- | ---- | ---- | ---- | ----- | ---- | ---- |
| Абсолютный максимум, °C       | 33   | 34   | 34   | 35   | 35  | 34   | 34   | 36   | 34   | 34   | 34    | 36   | 36   |
| Средний суточный максимум, °C | 30   | 30   | 31   | 31   | 31  | 30   | 30   | 30   | 30   | 31   | 30    | 30   | 30   |
| Средняя температура, °C       | 26   | 26   | 27   | 27   | 27  | 27   | 27   | 27   | 27   | 27   | 27    | 27   | 27   |
| Средний суточный минимум, °C  | 23   | 23   | 24   | 24   | 23  | 23   | 23   | 23   | 23   | 23   | 23    | 23   | 23   |
| Абсолютный минимум, °C        | 19   | 19   | 19   | 19   | 18  | 19   | 18   | 19   | 19   | 17   | 18    | 17   | 17   |
| Норма осадков, мм             | 186  | 151  | 151  | 146  | 239 | 322  | 369  | 386  | 343  | 304  | 230   | 228  | 3050 |
| Источник:                     |      |      |      |      |     |      |      |      |      |      |       |      |      |

### Природа
Четыре основных острова Яп расположены на одном большом коралловом рифе. По кругу острова окружает барьерный риф, отделённый от островной части неглубоким проливом. В прибрежных водах обитает более 200 видов кораллов. Это строение островов, характерное для большинства аналогичных тихоокеанских, объясняет разнообразие животного мира, населяющего прибережные воды острова. Воды острова изобилуют рыбой — мантами, губанами, дорадо и другими. Коралловые рифы населяют мурены, гигантские групперы, морские угри и морские попугаи.
Острова Яп густо покрыты тропической растительностью. Деревья подходят к самой кромке воды, вследствие чего обширных длинных пляжей на островах не много. Наиболее оживлённые пляжи расположены на о. Маап.

## История

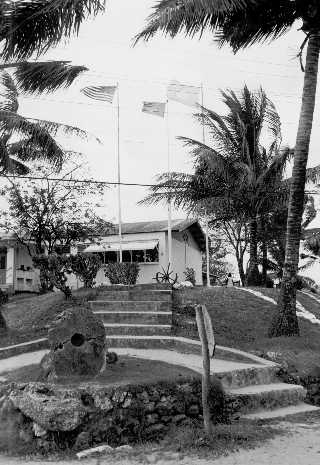
Здание администрации США на о. Яп, 1970-е годы

Известно, что когда-то острова Яп были центром большой Япской империи. Она включала огромную территорию Каролинских островов (протяжённостью 1100 км), где каждый остров имел своё место в иерархии. Два раза в год начиналось движение даров от нижестоящих к вышестоящим. Вся дань оставалась у вождей на островах Яп.
С XVII века острова Яп были последовательно колониями Испании, Германии, Японии. В 1947—1986 гг. они находились под опекой США.
В XVII веке Испания объявила Каролины, куда входил о. Яп, своим владением. Документально зафиксированное открытие о. Яп европейцами произошло во время испанской экспедиции Альваро де Сааведра в 1528 году. Его открытие было подтверждено испанской экспедицией Руи Лопеса де Вильялобоса 26 января 1543 года, который обозначил их как Лос Аррисифес («рифы»).
Несмотря на то, что Испания объявила Каролинские острова своим владением, она не смогла создать там свою администрацию, поэтому в 1885 году Германия предъявила собственные претензии на часть архипелага, в результате чего разразился Каролинский кризис. В 1899 году, после поражения Испании в войне с США, Германия выкупила Каролинские острова у Испании.
В ходе Первой мировой войны в 1914 году острова были захвачены Японией, после окончания войны по Версальскому договору Каролинские острова были отданы Японии в качестве «мандатной территории». Во время Второй мировой войны Каролины были заняты США, которые с 1947 года управляли ими по мандату ООН в составе Подопечной территории Тихоокеанские о-ва. В 1979 году Каролинские острова получили статус «свободно ассоциированной с США территории» (соглашение подписано в 1982 году). 3 ноября 1986 года образованы Федеративные Штаты Микронезии — суверенное государство в свободной ассоциации с США. Острова Яп вошли в состав федерации в качестве одного из четырёх независимых государств (штатов).

### Камни Раи

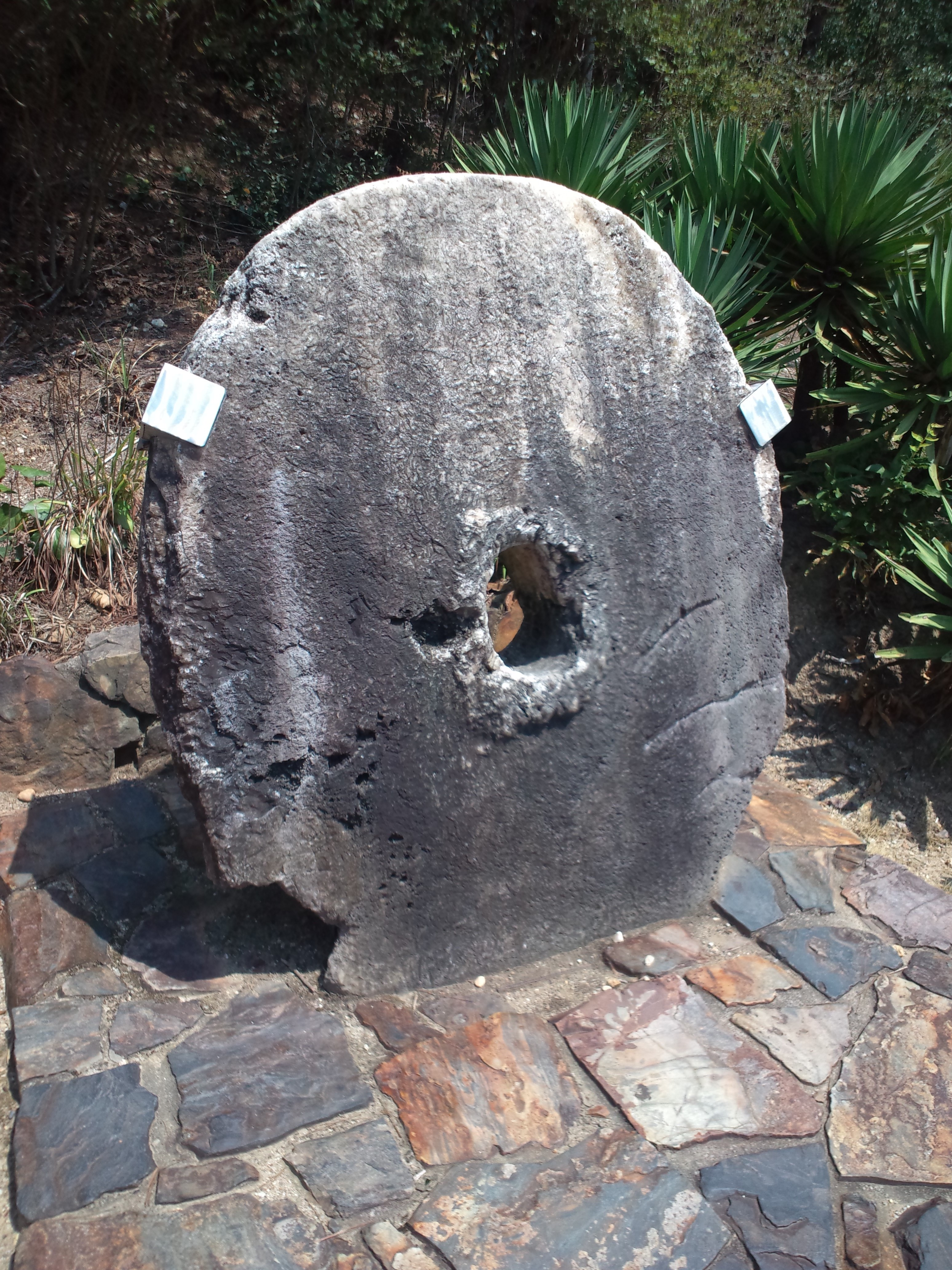
Камень Раи.

Камни Ра́и — большие каменные диски, изготовленные из арагонитового или кальцитового известняка с отверстием посередине. Раи добывали на микронезийских островах Палау (главным образом) и Гуам (непродолжительное время) и перевозили на архипелаг Яп, Микронезия на каноэ или плотах для использования в качестве денег.
В соответствии с япской легендой, 500—600 лет назад мореплаватель Анагуманг отправился с экспедицией на поиски камня, подходящего для изготовления денег, обнаружил его на Палау и вернулся с первой каменной монетой. Арагонит и кальцит отсутствовали на Япе, и поэтому оказались ценным материалом. Первоначально Анагуманг приказал своим людям вырезать камень в форме рыбы, но остался недоволен. Следующая опробованная форма была полумесяц, но окончательно остановились на камне в форме «полной луны» с отверстием посередине для удобства транспортировки с помощью деревянного шеста.
Систему по которой использовались камни Раи для денежного обмена некоторые специалисты сравнивают с блокчейном и называют его первым прототипом.
Они и в настоящее время участвуют в платёжной системе.

## Население
Население островов Яп составляет 7391 человек (2000 год). Основу местного населения составляют представители микронезийского народа Яп. Численность япцев оценивается от 500 чел. до 5000 чел., с учётом метисов. Родной язык островитян — япский, официальный язык — английский. Основная пища островитян — плоды хлебного дерева, сладкий картофель и кокосовый орех. Главный источник белка — рыба, крабы, моллюски и свинина. Во многих ресторанах наряду с привычными международными блюдами предлагают местные деликатесы.

## Экономика

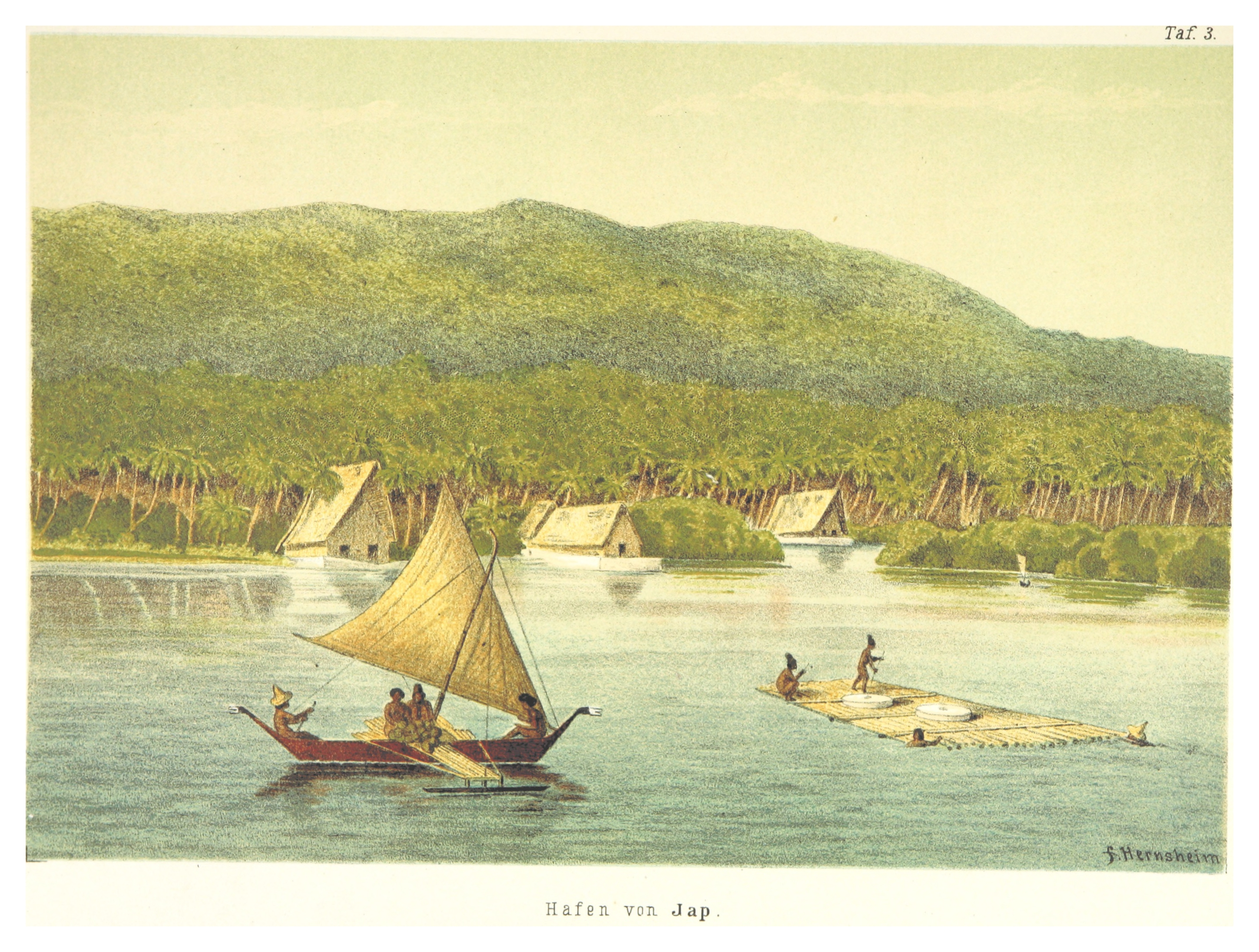
Перевозка каменных денег япцами (1880)

Основа экономики Япа — обслуживание туристов. Основные традиционные занятия местных жителей — рыболовство, выращивание ямса и таро, бананов, строительство лодок, резьба по дереву, плетение парусов, циновок, одежды. На Япе открыты два коммерческих банка — FSM Bank и Bank of Hawaii. Все операции осуществляются в долларах США. Кредитные карточки принимаются в большинстве гостиниц, но в ресторанах и магазинах преобладает наличный расчёт.
На острове наравне с американским долларом в товарно-денежном обмене принимают участие огромные каменные монеты с круглым отверстием посередине — Раи. Самые большие имеют диаметр 3 метра, толщину 0,5 метра и весят 4 тонны. Они используются в товарообмене среди местных жителей — на них покупают скот и землю. Ритуальные обряды также связаны с этими монетами — на них выкупают невест. Каменные деньги изображены на гербе и флаге штата Яп, а также являются символом Федеративных Штатов Микронезии.
На о. Яп имеется международный аэропорт Яп, связывающий острова с городом Корор на острове Гуам (Марианские острова). Рейсы выполняет авиакомпания Юнайтед Эйрлайнс (США).

### Туризм

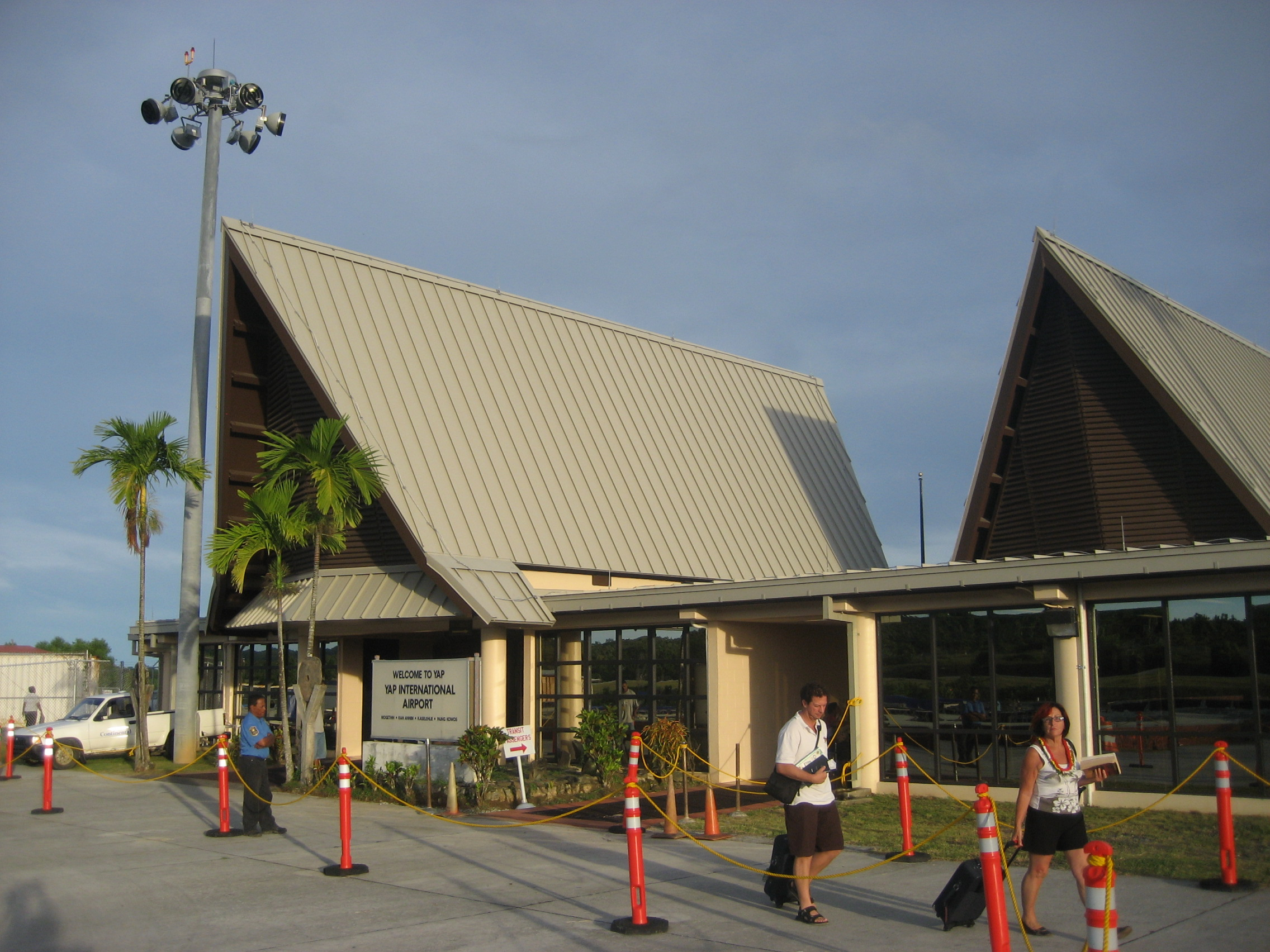
Аэропорт Яп

Среди туристов популярность островов Яп несколько ниже, чем у соседних Марианских островов (в 850 км к северо-востоку) и Бора-Бора (в 8237 км к юго-востоку). Связано это с тем, что попасть на острова весьма затруднительно из-за отсутствия на островах крупного порта и нерегулярности авиасообщения. Наибольшей популярностью острова пользуются среди дайверов, которые приезжают сюда понаблюдать за многочисленными мантами. Численность обитающих возле островов мант, по данным семилетнего исследования, составляла 54 особи.
Во многих ресторанах наряду с привычными международными блюдами предлагают местные деликатесы из морепродуктов и свинины.

### Связь
На островах Яп сотовой связи не имеется, но существует достаточно неплохого уровня спутниковая связь. В гостиницах и в пунктах международной связи, работающих круглосуточно и обеспечивающих коммуникации по телефону, факсу, телексу и электронной почте, предоставляется IDD, или прямой международный доступ. Центральное почтовое отделение Япа находится в населённом пункте Колониа. Яп выпускает собственные почтовые марки, красочные и богато украшенные, которые пользуются большим спросом на международном филателистском рынке.

### Таможня
Таможенные ограничения — на Яп запрещён ввоз любых растений, овощей и фруктов, животных, любых видов наркотиков и оружия. Не облагаются ввозными пошлинами две бутылки алкогольных напитков на человека. Для россиян кратковременный въезд на Яп, как и в другие штаты ФШМ безвизовый.

## В литературе
В произведениях Кира Булычёва остров Яп упоминается в повестях «Узники „Ямагири-мару“» и «Конец Атлантиды». По сюжету в конце XXI века на острове Яп появится подводная ферма, где будут разводить моллюсков и другие морепродукты, а воды, окружающие Яп и соседние архипелаги (в частности атолл Моруту), станут морским заповедником, где будут в неприкосновенности сохраняться кораллы, колонии морских птиц и других обитателей Тихого океана. На острове Яп по окончании шестого класса проходили летнюю практику Алиса Селезнёва и Павел Гераскин.

## В кино
Архипелаг и его жители фигурируют в приключенческом фильме «Хозяин острова О’Киф» (His Majesty O’Keefe), поставленном в 1954 году режиссёром Байроном Хэскином по мотивам одноимённого романа Лоренса Клингмана и Джеральда Грина (Laurence Klingman, Gerald Green), с участием исполнителя главной роли Берта Ланкастера.